# Mutilación genital femenina

Mapa que muestra el porcentaje de mujeres y niñas de 15 a 49 años (a menos que se indique lo contrario) que han sido sometidas a la ablación o mutilación genital femenina, según el informe de la Global Response de marzo de 2020. No se incluyen los datos de los países en gris.

La mutilación genital femenina (MGF), también llamada ablación del clítoris y escisión o  infibulación (según el caso), es la extirpación parcial o total de tejido de los órganos genitales femeninos, particularmente del clítoris (clitoridectomía), con el objetivo de eliminar el placer sexual en las mujeres por razones culturales, religiosas o cualquier otro motivo no médico.
Esta práctica se considera una violación de los derechos humanos. En febrero de 2016, Naciones Unidas abordó este tema como una prioridad entre los Objetivos de Desarrollo Sostenible marcándose como referencia el año 2030 para acabar con esta práctica.

## Origen
Aunque ya lo había descrito William George Browne en 1799 en su libro Travels in Africa, a mediados del siglo XIX el explorador inglés Richard Francis Burton observó que las mujeres somalíes poseían «un temperamento frío, resultado de causas naturales y artificiales» y escribió que «los musulmanes creen que este rito fue inventado por Sara, que mutiló a Agar por celos, y luego Alá le ordenó que se circuncidara ella también». Además, en Somalia se cortaban los labios de la vulva y se cosían con hilo de cuero o crin de caballo para preservar la virginidad. Pero la costumbre es de procedencia incierta y se cree que este ritual de iniciación se practicaba originalmente en las niñas de algunos países de África, Oriente Medio y otros. Hay algunas versiones que afirman que comenzó en el antiguo Egipto y a partir de allí se extendió al resto de África. Aunque se localiza sobre todo en la zona centroafricana, no se limita a ese continente, pues se observa también en varios países de Asia, Europa, Oceanía e incluso América.
Practicada en muchos casos como rito de iniciación a la edad adulta, este motivo está disminuyendo en los años más recientes por estar prohibida practicarla en muchos países. En algunos casos se recurre a tradiciones religiosas para argumentar en su favor, como en el islam. La pérdida casi total de sensibilidad es la principal consecuencia para las afectadas, con el añadido trauma psicológico. Hay mujeres que mueren desangradas o por infección en las semanas posteriores a la intervención, ya que se realiza casi siempre de manera rudimentaria, a cargo de curanderas o mujeres mayores, y con herramientas rudimentarias como cristales, cuchillos o cuchillas de afeitar, y nunca en centros sanitarios.

## Tipos de ablación
Existen varios tipos de ablación:

Mutilación genital femenina

- Amputación del prepucio del clítoris (circuncisión): el clítoris puede extirparse en parte o en su totalidad (clitoridectomía).
- Otra forma consiste en escindir o mutilar total o parcialmente el prepucio del clítoris y de los labios menores, conservando solo los labios mayores (véase vulva).
- La infibulación es la forma más agresiva y consiste en la extirpación del clítoris y de los labios mayores y menores. Después del acto, se cosen ambos lados de la vulva hasta que quede prácticamente cerrada, y se deja únicamente una abertura para la sangre menstrual y la orina. La infibulación también se conoce como circuncisión faraónica.
- Cualquier otro procedimiento que lesione los genitales externos con fines no médicos: perforación, incisión, raspado o cauterización de los genitales femeninos.[3]

### Descripción de una clitoridectomía
El informe de Amnistía Internacional [cita requerida] para tomar conciencia de los malos tratos a las mujeres daba la cifra de 120 millones de mujeres clitoridectomizadas y de tres millones de niñas por año en veintiocho países diferentes:
Sientan a la niña desnuda en un taburete bajo, inmovilizada al menos por tres mujeres. Una de ellas le rodea fuertemente el pecho con los brazos; las otras dos la obligan a mantener los muslos separados, para que la vulva quede completamente expuesta. Entonces, la anciana toma la navaja de afeitar y extirpa el clítoris. A continuación viene la infibulación: la anciana practica un corte a lo largo del labio menor y luego elimina, raspando, la carne del interior del labio mayor. La operación se repite al otro lado de la vulva. La niña grita y se retuerce de dolor, pero siguen sujetándola. La anciana enjuaga la sangre de la herida y la madre, así como las otras mujeres, «verifican» su trabajo, algunas veces introduciendo los dedos. La cantidad de carne raspada de los labios mayores depende de la habilidad «técnica» de quien opera. La abertura que queda para la orina y el flujo menstrual es minúscula.

Luego, la anciana aplica una pasta y asegura la unión de los labios mayores mediante espinas de acacia, que perforan el labio y se clavan en el otro. Coloca tres o cuatro a lo largo de la vulva. Estas espigas se fijan con hilo de coser o crin de caballo. Sin embargo, nada de esto basta para asegurar la soldadura de los labios; por eso, a la niña la atan desde la pelvis hasta los pies. Le inmovilizan las piernas con tiras de tela.

## Consecuencias
Las consecuencias de esta práctica son negativas para la salud de las mujeres y tiene los siguientes efectos:

### Efectos inmediatos
- Dolor intenso.
- Hemorragias graves.
- Tétanos.
- Sepsis (infecciones).
- Problemas urinarios (retención de orina).
- Llagas en los genitales.
- Lesiones en los tejidos genitales vecinos.[3]

### Efectos a largo plazo
- Trastorno psicológico.
- Quistes.
- Infecciones recurrentes en la vejiga y en la orina.
- Esterilidad.
- Complicaciones del parto.
- Aumento del riesgo de muerte del recién nacido.
- Necesidad de nuevas intervenciones quirúrgicas.[3]

## Tratamiento y reparación
Es posible intentar reconstruir la zona genital femenina mediante cirugía. Los resultados pueden variar. El desarrollo de nuevas mejoras en las operaciones de reconstrucción ya existentes podría requerir más tiempo. Los tratamientos conocidos son:
- Vulvoplastia.
- Labiaplastia.
- Clitoroplastia.
- Vaginoplastia.

## Naciones Unidas y la lucha contra la MGF

### Antecedentes
- 1979: Convención de Naciones Unidas sobre la eliminación de todas las formas de discriminación contra la mujer (en vigor desde el 3 de septiembre de 1981). En su artículo 5 obliga a los países miembros a adoptar todas las medidas apropiadas para la eliminación de los prejuicios y las prácticas consuetudinarias y de cualquier otra índole, que estén basados en la idea de la inferioridad o superioridad de cualquiera de los sexos o en funciones estereotipadas de hombres y mujeres. La Convención establece un órgano de vigilancia de su observancia en su art. 17, el Comité para la Eliminación de la Discriminación contra la Mujer, que ha publicado, entre otras, la Recomendación General n.º 14 (1990) en la que solicita a los países miembros que adopten medidas apropiadas y eficaces para la erradicación de la mutilación genital femenina, centradas en las de índole sanitaria y educativa.[13]
- 1993 'Declaración de Naciones Unidas sobre Eliminación de la Violencia contra la Mujer'. Entre las principales aportaciones de este texto, junto a la amplia definición de «violencia contra la mujer», está la de destacar la violencia que tiene lugar en el marco de la vida privada y que por ello permanecía invisible en muchos casos para los poderes públicos, al ser llevada a cabo por particulares en sus relaciones personales. Como muestra de esa clase de violencia considera específicamente la mutilación genital femenina y en su artículo 4 impide a los países miembros «invocar ninguna costumbre, tradición o consideración religiosa para eludir su obligación» de procurar eliminar la violencia contra la mujer.[13]
- Gracias a que el proyecto FGM Free Village Model está implementado por el Consejo Nacional para la Infancia y la Maternidad (NCCM) la MGF apareció por primera vez en el plan estratégico de NCCM en el Documento Estrategia para los años 2002-2007. Desde entonces el NCCM es el responsable de coordinar las actividades que se promueven en Egipto para el abandono de la MGF, y sus funciones consisten en apoyar acciones a nivel comunitario, fomentar el diálogo nacional sobre el tema y promover las reformas legales y de políticas públicas al respecto.

### Día Internacional de Tolerancia Cero con la Mutilación Genital Femenina
Actualmente se celebra el Día Internacional de Tolerancia Cero con la Mutilación Genital Femenina el 6 de febrero de cada año a partir de 2003.
El motivo de la conmemoración de este día es denunciar los efectos de la extirpación total o parcial de tejido de los órganos genitales femeninos, particularmente del clítoris (clitoridectomía), con objeto de eliminar el placer sexual en las mujeres, considerando razones culturales, religiosas o cualquier otro motivo no médico.

### Resolución contra MGF en 2012
El 20 de diciembre de 2012, la Asamblea General de la ONU adoptó una resolución unánime (194 países) prohibiendo la práctica de la mutilación genital femenina. Se trata de la Resolución A/RES/67/146, en la cual exhorta a los Estados, al sistema de la ONU, a la sociedad civil y a todas las partes implicadas a seguir observando el 6 de febrero como el Día Internacional de la Tolerancia Cero contra la Mutilación Genital Femenina, y a aprovechar la ocasión para mejorar las campañas de sensibilización y tomar medidas concretas contra la mutilación genital femenina.
La agencia que lidera el trabajo de la ONU en este tema es el Fondo de Población de las Naciones Unidas (UNFPA).
En febrero de 2016 Naciones Unidas abordó este tema como una prioridad entre los Objetivos de Desarrollo Sostenible marcándose como referencia el año 2030 para acabar con esta práctica.

### Resultados
Los siguientes mapas y gráficos permiten ver cómo la mutilación genital femenina es una práctica con tendencia a la baja, si se comparan los datos de 2015 con los de años anteriores:

MGF en África, el Kurdistán Iraquí y Yemen en 2015.

Zonas de África en las que se sigue practicando la mutilación genital femenina.

Una revisión sistemática de ocho estudios desarrollados en distintos países africanos, concluyó que las leyes y códigos nacionales no son suficientes para acabar con esta práctica. En el mejor de los casos, tienen solo un efecto limitado. Por otro lado, trabajar con las comunidades puede cambiar su actitud frente a la MGF, pero ello dependerá del diseño del plan, del contexto y de su implementación. Asimismo, las intervenciones que no consideraron las necesidades de la comunidad o no involucraron a sus líderes religiosos, contaron con abandonos y baja participación. Por último, trabajar con jóvenes podría ser una alternativa rentable y eficaz.

Datos para MGF de 2014

## Práctica limitada
Según las estadísticas, la práctica de la ablación afecta en la actualidad a unos 138-140 millones de mujeres y niñas en el mundo. Se cree que cada vez se practica más a niñas con una edad mucho menor, a fin de evitar que quienes sufren la mutilación juzguen la práctica por sí mismas al ser mayores. Según datos de la OMS, suele practicarse en la infancia, entre la lactancia y los 15 años. En África, hay aproximadamente 92 millones de mujeres y niñas de más de 10 años de edad en quienes se ha llevado a cabo esta práctica. La mayoría de las víctimas se concentran en Egipto, Etiopía e Indonesia.
Una revisión sistemática de 8 estudios de efectividad y 27 estudios de contexto realizados en Burkina Faso, Egipto, Etiopía, Somalia/Kenia, Mali, Nigeria y Senegal, concluyó que las intervenciones para alentar el abandono de la mutilación/ablación presentan efectos positivos sobre las actitudes, pero los efectos sobre su práctica son limitados. Esto último puede deberse a una intensidad deficiente del programa, problemas de implementación o una cantidad insuficiente de participantes como para detectar cambios. Asimismo, los factores que respaldaron la mutilación/ablación fueron la tradición, religión y reducción del deseo sexual femenino, mientras que la obstaculizaron las complicaciones médicas y el impedimento de la satisfacción sexual.

### Europa
El aumento de la inmigración ha llevado esta práctica a Europa. La mutilación genital femenina, en cualquiera de sus modalidades, se encuentra penada por la ley en los principales países de dicho continente. No obstante, aunque existen en algunos países europeos normativas legales de control sobre el permiso de salida para las niñas en situación de riesgo por este tipo de costumbres, hay denuncias de que medio millón de mujeres y niñas han sufrido una mutilación en Europa, incluso en centros sanitarios de forma encubierta. Un imán de Bristol aconsejaba que la ablación de las niñas sea realizada en el extranjero para burlar la prohibición que desde 2003 pesa sobre esta práctica en el Reino Unido.

#### España
En España se aprobó en 2003 la Ley Orgánica 11/2003, de 29 septiembre, que modifica el Código penal, y en la cual tiene lugar la tipificación de un nuevo delito de mutilación genital mediante la nueva redacción dada al art. 149 del Código Penal. Dicho artículo describía un tipo agravado de lesiones, en atención a su entidad, a los cuales se equipara el nuevo resultado lesivo expresamente descrito.
En 2005 se aprobó la Ley Orgánica 3/2005 de 8 de julio para perseguir extraterritorialmente la práctica de la mutilación genital femenina. La resolución permite a los jueces españoles condenar las ablaciones realizadas a las niñas, no solo dentro de las fronteras españolas, sino también fuera de ellas. La ablación femenina ya se encontraba tipificada como delito en el Código Civil, pero los tribunales no tenían hasta esta ley la capacidad de actuar contra quienes cometían ese delito en el extranjero, aprovechando habitualmente viajes con sus hijas a sus países de origen.

### Asia
La mutilación genital femenina, particularmente en su forma de circuncisión sunna, está presente prácticamente en todos los países musulmanes del continente, así como en las comunidades kurdas. Afganistán, Tayikistán, Brunéi, Malasia e Indonesia también la practican, en los tres últimos incluso los tipos de mutilación más radicales.

### África
El 8 de agosto de 2016, el Parlamento Panafricano, órgano legislativo de la Unión Africana, aprobó la prohibición de las prácticas de la mutilación genital femenina en sus 50 países miembros. El acuerdo llegó tras conversaciones entre el Grupo de Trabajo para la Mujer del Parlamento y representantes del Fondo de Población de Naciones Unidas celebradas días antes en Johannesburgo. Los 250 parlamentarios firmaron un plan de acción para erradicar esta práctica. En 2019 el Gobierno de Sierra Leona prohibió la mutilación genital femenina como parte de una serie de medidas contra las ceremonias de iniciación.

#### Egipto
Egipto pertenece al grupo de países en los que la mutilación genital femenina (MGF) se sitúa en uno de los niveles más altos de prevalencia. Los datos oficiales más fiables y amplios sobre la MGF en Egipto se han obtenido a partir de 1995 cuando se incluyeron por primera vez preguntas específicas sobre el tema en la Encuesta Demográfica y de Salud (DHS) y se dio a conocer que el 97% de las mujeres egipcias casadas habían sido sometidas a dicha práctica.

#### Antecedentes
La embajadora de la Organización de las Naciones Unidas contra la ablación, la exmodelo somalí Waris Dirie, quien sufrió infibulación a los cinco años, ha luchado durante años para que esta práctica sea ilegal en algunos países africanos, aunque se siga practicando de hecho. Unicef afirma en un informe que esta práctica se puede eliminar en una generación si hay un esfuerzo cultural. La ablación es una costumbre extendida en una amplia parte de África, donde es practicada indistintamente por musulmanes y animistas.

#### Sudán
Según Naciones Unidas, Sudán es uno de los países donde más se practica la MGF, con el 86,6 % de niñas y mujeres de 15 a 49 años que han sido sometidas a ella.
En abril de 2020 el gobierno sudanés aprobó una enmienda a su legislación estableciendo una pena de tres años de prisión o multa a quienes la practiquen en un establecimiento médico o en cualquier otro lugar, además de la retirada de la licencia del hospital, centro de salud o clínica privada donde se haya llevado a cabo la operación.
Algunas ONGs consideran que la ley es insuficiente porque debería contemplar también el castigo para los padres que la permiten.

### América
En la mayoría de los países de América se prohíbe legalmente esta práctica.[cita requerida]

#### Colombia
Según el Fondo de Población de las Naciones Unidas, en América Latina el único lugar donde la práctica ha sido detectada es en la comunidad emberá, uno de los 102 pueblos indígenas reconocidos por Colombia. Salió a la luz en 2007 después de que muriera al menos una niña por infecciones derivadas de esta práctica.

## Tabla de datos por país
Porcentaje de niñas y mujeres de edad entre 15-49 y niñas de entre 0-14 años que han sido sometidas a MGF en África, Indonesia, Irak y Yemen. UNICEF 2016
| País                     | Porcentaje de niñas y mujeres de entre 15 y 45 años con MGF | Porcentaje de niñas de edad entre 0 y 14 años con MGF |
| ------------------------ | ----------------------------------------------------------- | ----------------------------------------------------- |
| Benín                    | 9 %                                                         | 0,2 %                                                 |
| Burkina Faso             | 75 %                                                        | 13 %                                                  |
| Camerún                  | 1 %                                                         | No hay datos                                          |
| República Centroafricana | 24 %                                                        | 1 %                                                   |
| Chad                     | 44 %                                                        | No hay datos                                          |
| Yibuti                   | 93 %                                                        | No hay datos                                          |
| Egipto                   | 87 %                                                        | 14 %                                                  |
| Eritrea                  | 83 %                                                        | 33 %                                                  |
| Etiopía                  | 74 %                                                        | 24 %                                                  |
| Gambia                   | 75 %                                                        | 56 %                                                  |
| Ghana                    | 4 %                                                         | 1 %                                                   |
| Guinea                   | 97 %                                                        | 46 %                                                  |
| Guinea-Bisáu             | 9 %                                                         | 0,2 %                                                 |
| Indonesia                | 49 %                                                        | 49 %                                                  |
| Irak                     | 8 %                                                         | No hay datos                                          |
| Costa de Marfil          | 38 %                                                        | 10 %                                                  |
| Kenia                    | 21 %                                                        | 3 %                                                   |
| Liberia                  | 50 %                                                        | No hay datos                                          |
| Mali                     | 89 %                                                        | No hay datos                                          |
| Mauritania               | 69 %                                                        | 54 %                                                  |
| Níger                    | 2 %                                                         | No hay datos                                          |
| Nigeria                  | 25 %                                                        | 17 %                                                  |
| Senegal                  | 25 %                                                        | 13 %                                                  |
| Sierra Leona             | 90 %                                                        | 13 %                                                  |
| Somalia                  | 98 %                                                        | No hay datos                                          |
| Sudán                    | 87 %                                                        | 32 %                                                  |
| Tanzania                 | 15 %                                                        | No hay datos                                          |
| Togo                     | 5 %                                                         | 0,3 %                                                 |
| Uganda                   | 1 %                                                         | 1 %                                                   |
| Yemen                    | 19 %                                                        | 15 %                                                  |

En esta estimación «global» no están incluidos los países de destino de las personas migrantes que practican la MGF, como Europa, Japón, Australia o Estados Unidos; ni tampoco algunos países donde, siendo una tradición arraigada, no se disponen de datos, como es el caso de India, Omán, Arabia Saudí y Malasia. (Van Baelen, Ortensi y Leye 2016)

## Cirugía reparadora
En 2002 el médico francés Pierre Foldes, en colaboración con el urólogo Jean-Antoine Robein, inició la práctica de una cirugía reparadora del clítoris. En 2012 presentó un informe indicando que en 11 años su equipo había operado a casi 3.000 mujeres. Unas 866 pacientes (el 29%) participaron en un seguimiento después de un año de haberse sometido a la cirugía. De ellas, 821 informaron tener una mejoría o al menos no un empeoramiento del dolor; 815 dijeron experimentar placer clitoriano y 431 aseguraron tener orgasmos. En Francia la operación está asumida desde 2004 por la Seguridad Social, entendiéndose no como una operación de cirugía estética, sino de cirugía funcional. La cantante franco-maliense Inna Modja, activista contra la ablación, explicó que ella misma había sido víctima de mutilación y explicó su experiencia al someterse a la reconstrucción del clítoris.
En España el Dr. Pere Barri Soldevila aprendió en 2003 la técnica en París y empezó a realizar este tipo de cirugía.  En el marco de la sanidad pública española, la Consejería de Sanidad de la Generalidad de Cataluña puso en marcha en octubre de 2015 un programa de reparación de la ablación genital femenina. Este programa se desarrolla en el Servicio de Ginecología del Hospital Clínico de Barcelona y está coordinado por la Dra. Mª. José Martínez Serrano. También en Alemania se inauguró, en septiembre de 2013, el Desert Flower Center en el Hospital Waldfriede de Berlin-Zehlendorf realizando este tipo de intervenciones.

## La mutilación genital femenina y el islam
La circuncisión femenina antecede históricamente a la aparición del islam en el siglo VII y actualmente no se practica en la gran mayoría de países musulmanes.
Aunque durante las dos últimas décadas del siglo XX tanto los medios de comunicación como las publicaciones académicas atribuyeron al islam la práctica de la circuncisión femenina, según Noor Kassamali, la actitud de los religiosos musulmanes ha sido diversa. La práctica se observa en regiones de población musulmana donde existía ya antes de la islamización, tras la cual los alfaquíes la justificaron con argumentos religiosos y pasaron a considerarla una tradición del islam. Son así numerosos los casos registrados en que los jurisperitos musulmanes han aprobado la circuncisión, si bien la mayoría de los teólogos musulmanes consideran en la actualidad la circuncisión femenina una práctica innecesaria o contraria al islam verdadero.

### La mutilación genital en el islam suní
Al no mencionar el Corán en ningún momento la circuncisión femenina, muchos alfaquíes que la ratificaron lo hicieron basándose en un conocido hadiz atribuido al profeta Mahoma, según el cual una mujer de Medina llamada Umm ʿAṭīya se dedicaba a la circuncisión de las mujeres, y el profeta le dijo: «Umm ʿAṭīya, cuando circuncides a una mujer, no cortes demasiado de su miembro para que tenga la cara más luminosa y sea más amistosa con su marido». En otra versión del hadiz, la recomendación del profeta es: «en la circuncisión de las mujeres, no os sobrepaséis, que así será mayor el placer de la mujer y placerá al marido». Sin embargo, la generalidad de los alfaquíes han considerado dudosa la cadena de transmisión del hadiz, que aparece en las Tradiciones de Ibn Dawud, pero no en los canónicos Ṣaḥīḥ al-Bujārí y Ṣaḥīḥ Muslim. Otros hadices hacen remontar la circuncisión femenina a Agar y a Sara.
Entre las cuatro escuelas jurídicas del islam suní, tan sólo la šāfiʿí ha considerado tradicionalmente necesaria la circuncisión femenina. El imam šāfiʿí Al-Nawawi (Siria, 1233-1277) califica de wāŷib («deber religioso») la escisión del clítoris. El tradicionalista conservador suní Aḥmad ibn Ḥanbal (Bagdad, 780-855), fundador de la escuela ḥanbalí, calificó la circuncisión femenina como makrūma («acto noble»), pero no wāŷib. Si bien la cuestión de la circuncisión femenina era controvertida, los alfaquíes tradicionales tendían a considerar necesario reducir los «deseos sensuales excesivos de las mujeres». En 1997, cuando un grupo de ulemas de la Universidad de al-Azhar declararon islámica la circuncisión femenina, provocaron la reacción de la mayor parte de los ulemas, que rechazaron esa afirmación replicando que Mahoma había reprendido esa práctica y la calificaron como «tradición faraónica».
El líder del Estado Islámico (ISIS) en Irak, Abu Bakr al-Baghdadi, habría ordenado en un comunicado (y habría publicado en Internet) que todas las mujeres del «califato» de edades comprendidas entre los 11 y los 46 años sean sometidas a mutilación genital. En el texto, los yihadistas afirman que la práctica ha sido impuesta por el profeta Mahoma y muestran una lista de sus hadith («los dichos»), que a su parecer contienen esta indicación. No obstante, algunas agencias periodísticas desestimaron estas informaciones al considerarlas un intento de desacreditar al Estado Islámico; incluso Jenan Moussa, un corresponsal de la emisora con sede en Dubái, Al AAan TV, dijo por medio de las redes sociales que sus contactos en Mosul no habían oído hablar de un edicto que impusiera dicha práctica.

### El islam chií
Entre los chiíes, la circuncisión femenina sólo es practicada por la secta egipcia ismaelí mustaʿalí. La doctrina general de los chiíes se apoya en un hadiz de Alí transmitido por el sheij Ṣadūq ibn Bābūya (Jorasán, 923–Rey, 991), según el cual «no es censurable si no circuncidáis a las mujeres, pero para los hombres es obligatorio (wāŷib)». El ayatolá ʿAllāmat al-Ḥilli (Al-Hilla, 1250-1325) refiere otro hadiz, según el cual Alí afirmó: «la circuncisión de los hombres es obligatoria, pero la de las mujeres (sólo) se aconseja». Aun así, al no estar arraigada la práctica en la cultura de Irán e Irak, no se da entre los chiíes. Algunas de las «fuentes de emulación» o máximas autoridades (marŷaʿ-e taqlid) del chiismo duodecimano actual han calificado la circuncisión femenina de «apreciable» (mustaḥabb) y otras de «prohibida» (ḥarām).

## Día Internacional
El Día Internacional de Tolerancia Cero con la Mutilación Genital Femenina es el 6 de febrero.

## Filmografía
- Moolaadé (2004)
- Flor del desierto (2010)
- La manzana de Eva (2017)[49]